# Reichspreßgesetz
Das Gesetz über die Presse vom 7. Mai 1874 (ugs. auch Reichspreßgesetz bzw. Reichspressgesetz oder Reichspressegesetz, abgekürzt RPG) war ein deutsches Gesetz zur Regelung des Presserechts. Es galt in den Ländern der Bundesrepublik Deutschland teilweise bis 1966 fort. Nachfolgeregelungen finden sich in den Landespressegesetzen.

## Geschichte
Das Reichspreßgesetz trat am 1. Juli 1874 in Kraft. Durch das Sozialistengesetz, das im Deutschen Kaiserreich von 1878 bis 1890 galt, wurde das Reichspreßgesetz weitgehend außer Kraft gesetzt. Ein Anfang der 1930er Jahre in der Weimarer Republik unternommener Versuch, das Reichspreßgesetz zu modernisieren, scheiterte. Unter der NS-Diktatur erfolgte ab 1933 die Gleichschaltung der Presse. Durch das Schriftleitergesetz wurden Berufszugang und Aufgaben von Schriftleitern (Redakteuren) festgelegt. Die im Reichspreßgesetz verbürgten Freiheitsrechte der Presse wurden damit außer Kraft gesetzt.
Nach dem Ende der NS-Diktatur 1945 und dem nachfolgenden Lizenzierungssystem der westlichen Besatzungsmächte für Presseerzeugnisse bis 1949 (Beispiel: Lizenzzeitungen) galt das Reichspreßgesetz in der Bundesrepublik Deutschland als Landesrecht fort. Gleichwohl wurde der Gesetzestitel zum 1. Januar 1964 förmlich in das Bundesrecht aufgenommen. In Bundesländern, die presserechtliche Vollregelungen erlassen hatten, fand es keine Anwendung (Württemberg-Baden, Bayern und Hessen). In Bundesländern, die presserechtliche Teilregelungen erlassen hatten, wurde es ergänzend angewendet (Bremen, Hamburg, Nordrhein-Westfalen, Saarland und Schleswig-Holstein). Soweit keine presserechtlichen Neuregelungen erlassen wurden, galt das Reichspreßgesetz als Vollregelung fort (Baden, Württemberg-Hohenzollern, Berlin, Niedersachsen und Rheinland-Pfalz). Als letztes Bundesland verabschiedete Niedersachsen am 1. Juli 1966 ein eigenes Landespressegesetz. Seither fand das Reichspreßgesetz in den alten Bundesländern keine Anwendung mehr. Die förmliche bundesrechtliche Aufhebung erfolgte erst zum 30. November 2007.
In der DDR wurde das Reichspreßgesetz zwar nicht förmlich außer Kraft gesetzt, fand aber aufgrund vorrangig geltender anderer Vorschriften keine Anwendung. Nach der Wiedervereinigung erklärte ein Urteil des Bezirksgerichts Schwerin vom 3. September 1991 (S 35/91) das Reichspreßgesetz „in Ermangelung anderweitiger landesrechtlicher gesetzlicher Regelungen“ in den neuen Bundesländern für grundsätzlich anwendbar.

## Regelungsgebiete
Das Reichspreßgesetz galt für Druckschriften. Unter diesen Rechtsbegriff fielen
- alle Erzeugnisse der Buchdruckerpresse sowie
- alle anderen, durch mechanische oder chemische Mittel bewirkten, zur Verbreitung bestimmten Vervielfältigungen von Schriften und bildlichen Darstellungen mit oder ohne Schrift und
- Musikalien mit Text oder Erläuterungen (vgl. § 2 Reichspreßgesetz)

Als Verbreitung galt auch das Anschlagen, Ausstellen oder Auslegen von Druckschriften an Orten, wo sie der Kenntnisnahme durch das Publikum zugänglich waren (§ 3).
Wesentliche Inhalte des Reichspreßgesetzes waren:
- Keine Konzessionspflicht für den Betrieb eines Pressegewerbes (§ 4). Es gab allerdings gewerberechtliche Erlaubnispflichten (z. B. Legitimationsschein, Wandergewerbeschein). Die nichtgewerbliche öffentliche Verbreitung von Druckschriften konnte unter bestimmten Voraussetzungen von der Ortspolizeibehörde verboten werden (§ 5).[8]

- Impressumspflicht: Auf jeder Druckschrift mussten Name und Wohnort des Druckers genannt sein. Wenn die Druckschriften für den Buchhandel, oder sonst zur Verbreitung bestimmt waren, musste zusätzlich der Name und Wohnort des Verlegers, oder – beim Selbstvertrieb der Druckschrift – des Verfassers oder Herausgebers genannt sein. An Stelle des Namens des Druckers oder Verlegers genügte die Angabe der in das Handelsregister eingetragenen Firma. Keine Impressumspflicht galt für sogenannte harmlose Druckwerke. Dazu zählten Druckschriften, die nur zu den Zwecken des Gewerbes und Verkehrs sowie des häuslichen und geselligen Lebens dienten, also etwa Formulare, Preiszettel und Visitenkarten (§ 6).

- Pflicht zur Benennung des verantwortlichen Redakteurs: Zeitungen und Zeitschriften, welche in monatlichen oder kürzeren, wenn auch unregelmäßigen Fristen erschienen (sogenannte periodische Druckschriften), mussten auf jeder Nummer, jedem Stücke oder Heft den Namen und Wohnort des verantwortlichen Redakteurs enthalten (§§ 7, 8).

- Ablieferungspflicht: Von jeder Nummer (Heft, Stück) einer periodischen Druckschrift musste der Verleger, sobald die Austeilung oder Versendung begann, ein Exemplar gegen eine Bescheinigung an die Polizeibehörde des Ausgabeorts unentgeltlich abliefern. Ausgenommen waren Druckschriften, die ausschließlich Zwecken der Wissenschaft, der Kunst, des Gewerbes oder der Industrie dienten (§ 10).

- Pflicht zur Gegendarstellung: Der verantwortliche Redakteur einer periodischen Druckschrift war verpflichtet, eine Berichtigung der in dieser periodischen Druckschrift mitgeteilten Tatsachen auf Verlangen einer beteiligten öffentlichen Behörde oder Privatperson ohne Einschaltungen oder Weglassungen aufzunehmen, sofern die Berichtigung von dem Einsender unterzeichnet war, keinen strafbaren Inhalt hatte und sich auf tatsächliche Angaben beschränkte. Der Abdruck musste in der nach Empfang der Einsendung nächstfolgenden, für den Druck nicht bereits abgeschlossenen Nummer und zwar in demselben Teil der Druckschrift und mit derselben Schrift, wie der Abdruck des zu berichtigenden Artikels geschehen. Die Aufnahme erfolgte grundsätzlich kostenfrei (§ 11).

- Strafbarkeit: Die Verantwortlichkeit für die durch die Presse begangenen strafbaren Handlungen beurteilte sich nach den allgemeinen Strafgesetzen. Zur Verantwortung gezogen werden konnten der verantwortliche Redakteur, der Verleger, der Drucker sowie als sogenannter Verbreiter derjenige, welcher die Druckschrift gewerbsmäßig vertrieb oder sonst öffentlich verbreitete. Es galt eine sechsmonatige Verjährungsfrist (§§ 20 ff.).

- Beschlagnahmung: Unter bestimmten Voraussetzungen konnten Druckschriften ohne richterliche Anordnung beschlagnahmt werden (§ 23).